# لارا فورتینو
لارا فورتینو (انگلیسی: Laura Fortino؛ زادهٔ ۳۰ ژانویهٔ ۱۹۹۱) بازیکن هاکی روی یخ اهل کانادا است.